# Joie Chitwood
George Rice "Joie" Chitwood (Denison, Texas, 14 april 1912 – Tampa Bay, Florida, 3 januari 1988) was een Amerikaans Formule 1-piloot, stuntman, acteur en ondernemer. Hij reed 1 race; de Indianapolis 500 van 1950.